# Marcq, Ardennes

Marcq este o comună în departamentul Ardennes din nordul Franței. În 1 ianuarie 2022 avea o populație de 89 de locuitori.